# Viktor Lundqvist
Johan Viktor Agathon Lundqvist (i riksdagen först kallad Lundqvist i Skälvum, alternativt Lundqvist i Kungsgården Skälvum, senare Lundqvist i Kållängen), född 20 juni 1827 i Skara stadsförsamling, Skaraborgs län, död 11 april 1899 i Skälvums församling, Skaraborgs län, var en svensk lantbrukare, folkskollärare och politiker.
Han företrädde bondeståndet i Kinne, Kinnefjärdings och Kållands härader vid ståndsriksdagen 1865–1866. Lundqvist var senare ledamot av riksdagens andra kammare 1870–1878, invald i Kinnefjärdings, Kinne och Kållands domsagas valkrets i Skaraborgs län.